# Crkvine (Mladenovac)
Crkvine (Servisch cyrillisch Црквине) is een plaats in de Servische gemeente Mladenovac. De plaats telt 214 inwoners (2002).